# Thomas Jones Barker
Pour les articles homonymes, voir Barker.
Thomas Jones Barker (19 avril 1813 - 29 mars 1882) est un peintre historique, militaire et portraitiste anglais.
Thomas Jones Barker est né à Bath en 1815, dans une famille d'artistes. Son grand-père, Benjamin Barker, est « un avocat raté… qui peignait des chevaux avec un succès limité »  et qui devint finalement « contremaître et peintre émailleur dans les usines japonaises de Pontypool, expert dans la peinture de figures sportives et animales ». Son père était le célèbre peintre Thomas Barker, également appelé Barker de Bath. Ses oncles Benjamin Barker Jr. et Joseph Barker étaient également peintres, tout comme son frère cadet, John Joseph Barker, et sa cousine, Marianne A. Barker, fille de son oncle Benjamin.
Après avoir étudié auprès de son père, en 1834, à l'âge de 19 ans, il s'installe à Paris et devient l'élève d'Horace Vernet. Il fait ses débuts au Salon de Paris de 1836 avec trois tableaux, dont Beautés de la cour de Charles II, qui reçoit une médaille de bronze. (Son père exposa également au même salon en 1836.) De 1836 à 1850, Barker exposa 28 peintures à l'exposition annuelle de Paris.
Une douzaine de ces peintures représentaient des chasseurs, des braconniers, des chiens et du gibier. La première œuvre connue de Barker, une collaboration avec son père de 1834, représentait un garçon gardant le gibier tandis que son père, au loin, part à la chasse avec un fusil et un chien. Cet intérêt précoce et durable pour la chasse et les chiens offre un aperçu rare de la vie personnelle de Barker. À Paris, Barker avait un chien nommé Mentor qui apparaît dans certaines de ses peintures.
L'œuvre de Barker fut si bien accueillie en France qu'il fut invité à rencontrer le roi Louis Philippe Ier et reçut deux commandes royales. Pour ces travaux, le roi conféra à Barker la Croix de la Légion d'honneur. La première commande royale fut un grand tableau représentant la mort de Louis XIV à Versailles ; ce tableau disparut lors du sac du Palais-Royal lors de la Révolution française de 1848. Une esquisse à l'huile sur carton de l'œuvre, réalisée sur place pour le roi, se trouve dans la collection du musée Antoine Lécuyer à Saint-Quentin, en France.

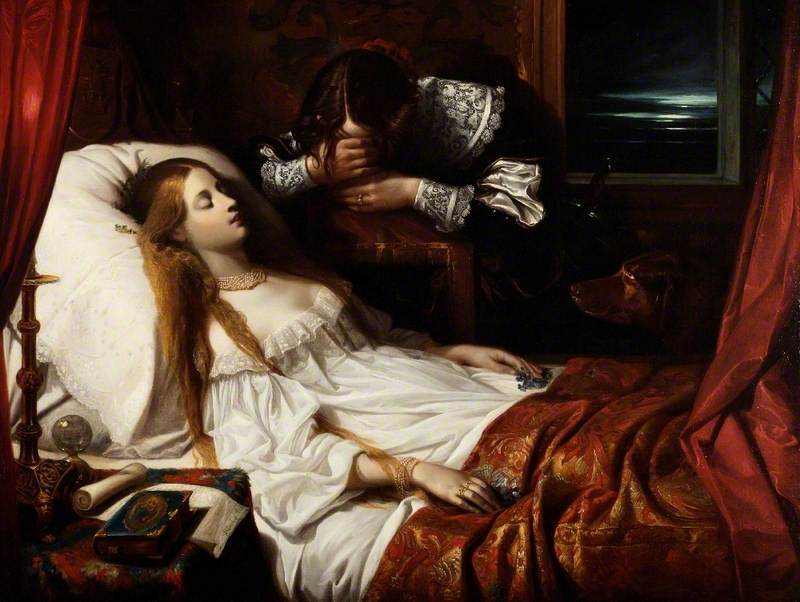
La Fiancée de la Mort, 1839, Victoria Art Gallery.

La deuxième commande royale de Barker fut destinée à la fille du roi, la princesse Marie ; le tableau La fiancée de la mort fut achevé en 1839  et fut exposé au Salon de Paris de 1841. La princesse Marie, elle-même artiste, déclara qu'il s'agissait d'un « renouveau de l'intellectuel » dans l'art. Le poète français contemporain JF. Destigny le décrit comme « un souvenir sombre, une douleur intime, un drame palpitant d'amour et de malheur qui porte l'empreinte d'un noble personnage. C'est une œuvre où le cœur a surpassé l'esprit, un miroir attachant pour chaque âme brisée. » 
L'exposition du tableau à Bath en 1845 a donné lieu à la publication des Memoranda Relative to The Bride of Death, a Picture Painted by Thomas Jones Barker de Charles Empson, une appréciation effusive accompagnée d'un recueil de vers écrits en hommage. Notant la présence d'un chien dans l'image (modelé d'après le propre chien de Barker), Empson a noté que « le seul œil vivant dans la composition de l'image est celui de Mentor, et il est en effet merveilleusement vivant. » The Bride of Death is now in the collection of the Victoria Art Gallery in Bath. Before the more recent revival of interest in The Secret of England's Greatness, it was considered Barker's most famous painting.
The entry for The Bride of Death in the catalogue for the Salon of 1841 includes the ancienne ballade that inspired Barker's painting:
<poem>Laure est là sur son lit, comme un ange qui dort:

Viens couronner de fleurs ta jeune fiancée !

— Mais ses yeux sont éteints, sa poitrine est glacée.

Elle est épouse de la mort !

Pauvre amant, le trépas t'a ravi l'espérance !

Elle t'aimait dés l'aube, on t'éloigna le soir;

Ton départ pour son cœur fut comme un coup de lance !

Elle est morte de désespoir !

Des fleurs, des fleurs sur elle !... Orne sa blonde tête

De ces filles des bois aux modestes attraits;

Point de roses surtout; ce sont des fleurs de fête.

Des violettes, des cyprès !

Mais ne la pleure pas !... Elle avait trop de charmes

Pour vivre dans un monde ignorant du vrai beau.

Cet ange, prisonnier dans nos vallons de larmes,

Devient libre par le tombeau !
</poem>

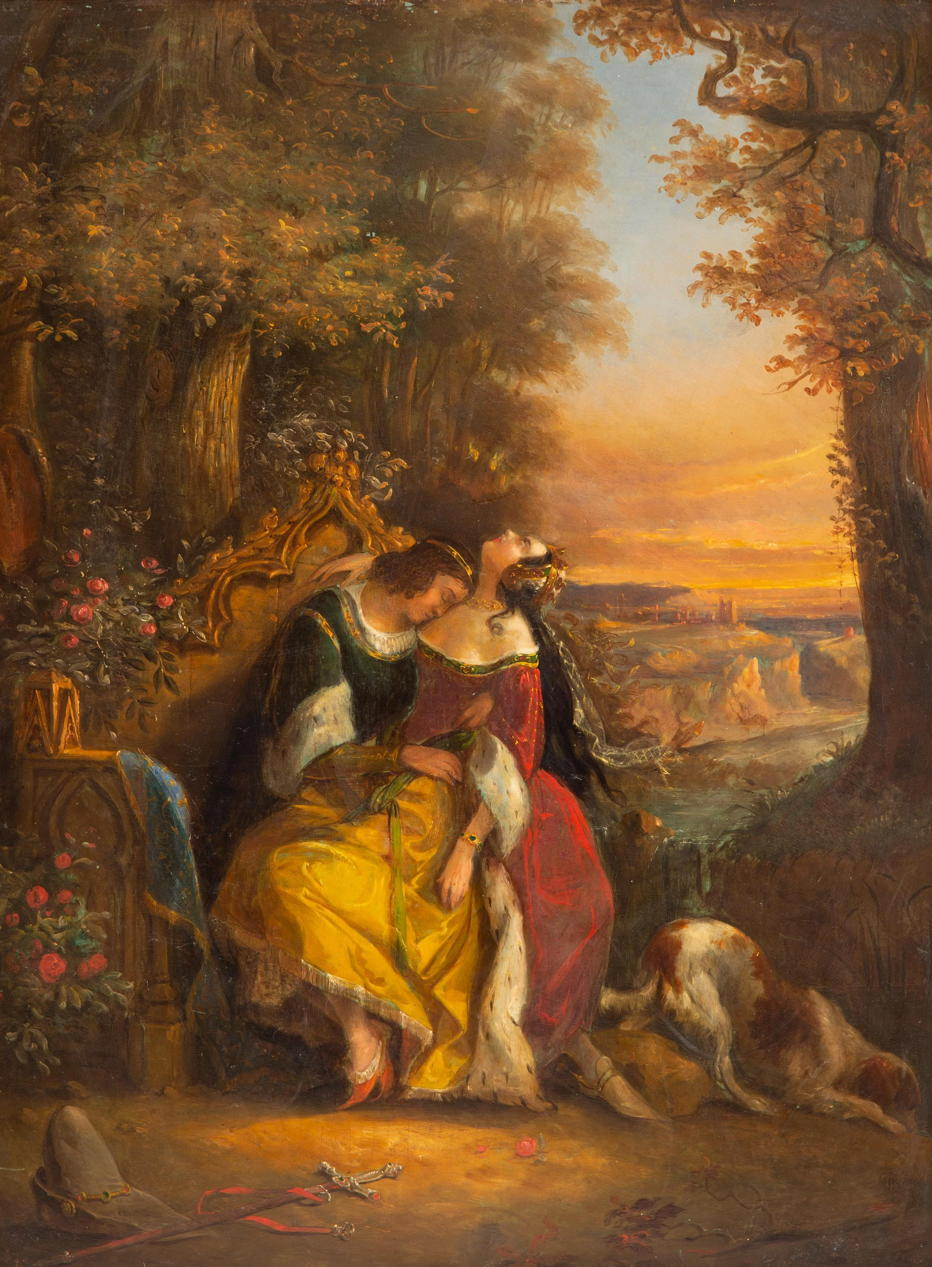
Parisina, 1842, collection privée.

La Parisina de Barker, l'un des trois tableaux qu'il exposa au Salon de Paris de 1842, illustre plusieurs des influences sur son travail pendant son séjour en France : le drame historique et les détails saisissants de son professeur, Vernet ; le style troubadour, avec ses représentations idéalisées du Moyen Âge et de la Renaissance ; et l'inspiration littéraire, dans ce cas le long poème Parisina de Lord Byron. (Vernet s'était également inspiré de Byron avec son tableau de 1826, Mazeppa aux loups .)   L'entrée de Barker pour Parisina dans le catalogue du Salon de Paris de 1842  cite les lignes qui ont inspiré le tableau :
And heedless as the dead are they 

  Of aught around, above, beneath;

As if all else had passed away,

  They only for each other breathe...

Of guilt, of peril, do they deem

  In that tumultuous tender dream ?
Le poème de Byron raconte l'histoire d'un triangle amoureux mortel impliquant un noble italien, Azo, sa jeune épouse, Parisina, et le fils bâtard d'Azo, Hugo. Barker a choisi d'illustrer un passage dans lequel « les deux adultères sont perdus l'un dans l'autre, inconscients du danger de leur amour. En choisissant ces lignes, Barker se concentre sur l'intensité de leur amour, reprenant le thème plus large des amants illicites mais soulignant également l'hommage de Byron au Paolo et Francesca de Dante. »  L'imagerie de Barker est chaste - les amants sont entièrement habillés - mais inclut un symbolisme subtil : une épée ornée de bijoux avec un peu de sang à la pointe et un bonnet orné de bijoux pour représenter le congrès charnel des amants, et la silhouette d'un cerf en alerte au loin pour représenter l'Azo cocufié. Le chien du tableau pourrait être le chien de Barker, Mentor, qui apparaît également dans La Fiancée de la Mort, ici vu détournant le regard des amants.

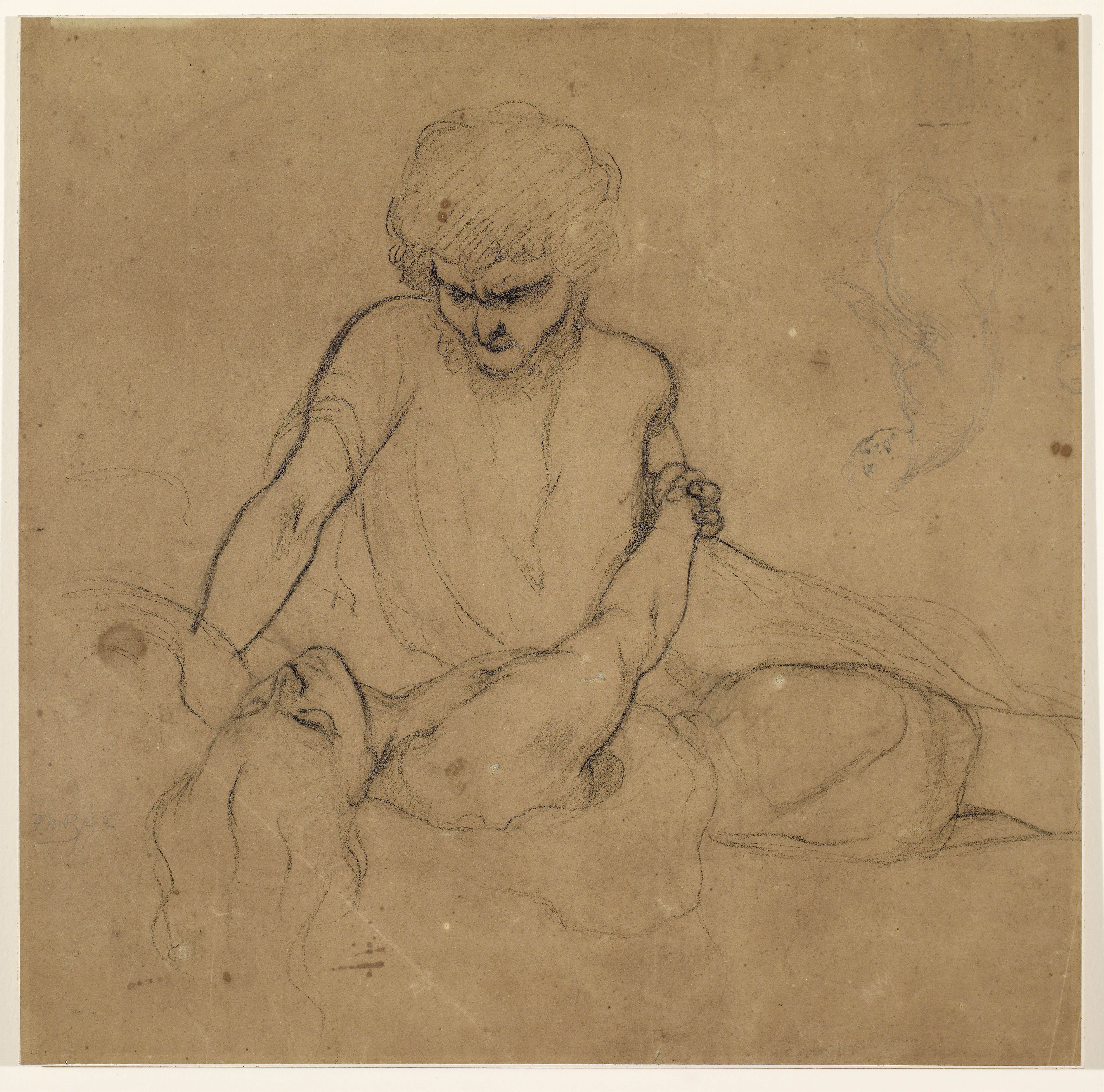
Le tableau de Parisina de Ford Madox Brown est perdu, mais il en existe quelques études.

L'année suivante, un autre tableau inspiré du poème, peint par un autre Anglais à Paris, Ford Madox Brown, fut rejeté par le Salon avec « une note d'accompagnement polie indiquant que le sujet était trop inapproprié pour les murs de la galerie française sous Louis Philippe. »  Brown se heurta au comité du Salon en se concentrant sur le moment où Azo, enragé, entend Parisina murmurer des mots d'amour à Hugo dans son sommeil. L'accent mis par Brown sur la fureur d'Azo « aligne l'œuvre sur des thèmes plus larges de violence et de meurtre, peut-être moins acceptables en France que la romance ». L'hommage de Barker à l'amour téméraire était plus en phase avec le goût parisien. Néanmoins, un critique contemporain a averti les mères entrant dans la galerie de détourner le regard de leurs filles de la vue d'une « Parisina évanouie sur les genoux d'un gentleman ».
L'emplacement et l'imagerie précise de la Parisina de Barker étaient longtemps inconnus des chercheurs, jusqu'à ce que le tableau apparaisse lors d'une vente aux enchères à New York en 2020.

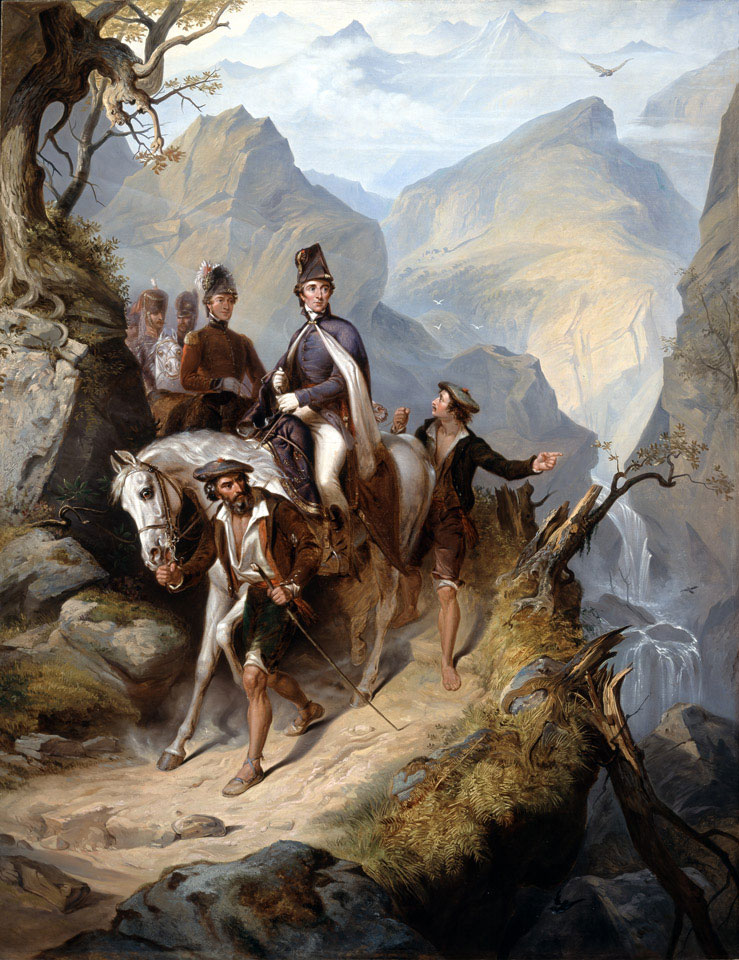
Wellington à Sorauren, 27 juillet 1813, vers 1853, au National Army Museum, a Londres, qui propose un essai en ligne sur le tableau.

Barker revient en Angleterre en 1845. De cette année à 1876, il expose 29 peintures à la Royal Academy. Il a connu son plus grand succès comme peintre militaire, à la fois historique et contemporain. Certaines de ses premières peintures militaires étaient des scènes des guerres napoléoniennes, notamment son œuvre de la Royal Academy de 1853 , Wellington à Sorauren.

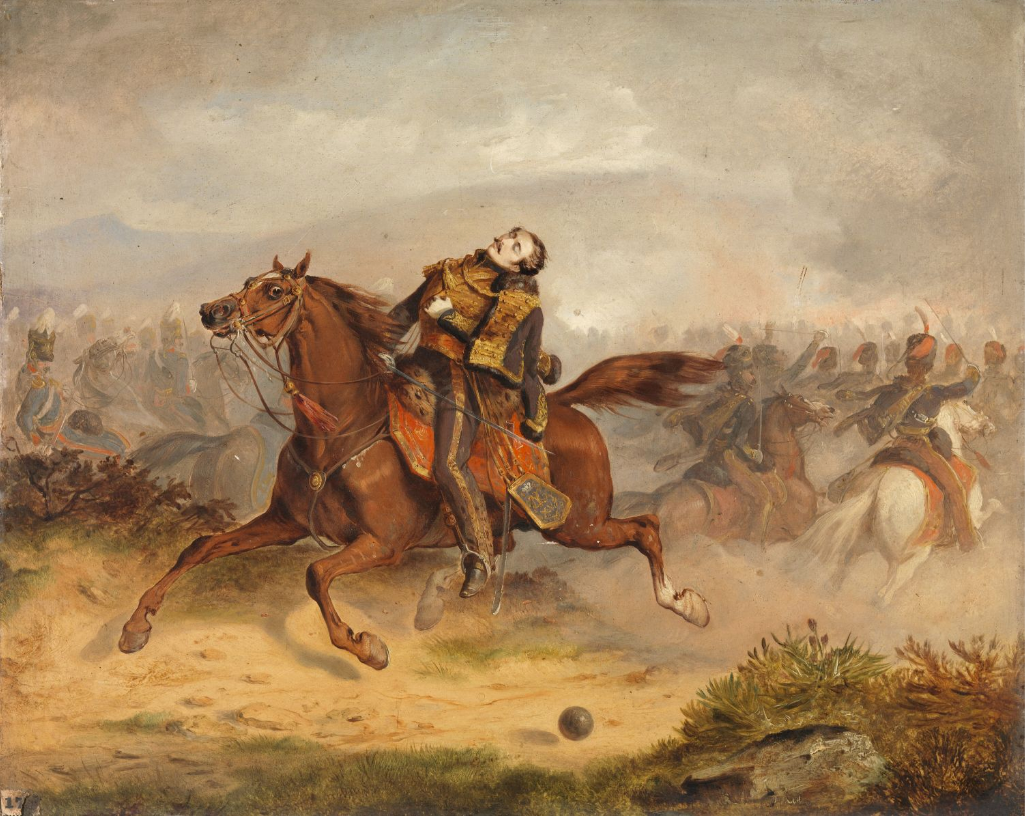
Le destrier du capitaine Nolan ramenant son maître mort vers les lignes britanniques, 1855, Galerie nationale d'Irlande.

En 1870, Barker observe sur place la guerre franco-prussienne, notamment la bataille de Sedan et la reddition de Napoléon III. On ne sait pas s'il fut un témoin direct de la guerre de Crimée, mais il a également exposé un certain nombre de peintures représentant ce conflit. Un incident survenu en Inde, The Relief of Lucknow, 1857, achevé en 1859, fut montré à la reine Victoria en mai 1860 ; le réalisme fut renforcé par de nombreux portraits des principaux acteurs, que Barker avait basés sur des croquis de l'artiste suédois Egron Lundgren, qui avait voyagé en Inde en 1858. Barker s'est spécialisé dans la peinture d'images panoramiques comportant de nombreux personnages dont les visages étaient reproduits à partir de portraits réels ; lorsqu'elles étaient vendues sous forme de gravures, elles étaient accompagnées d'une clé numérotée identifiant les différentes personnes.
Un critique contemporain a noté que ce sont ces « scènes de guerre moderne qui ont principalement fait la réputation de M. Barker et qui sont devenues populaires grâce à l'aide du graveur ; beaucoup de ces tableaux n'ont jamais été exposés, sauf dans les galeries des marchands d'estampes pour lesquels ils ont été peints... la majorité sont sur des toiles de très grandes dimensions. » 

Malgré sa popularité et son succès commercial, et le fait qu'il « contribua régulièrement à la Royal Academy et à la British Institution … Barker n'était pas favorisé par les critiques d'art de son époque, et il ne fut pas récompensé par une adhésion à la Royal Academy. »  Il occupa néanmoins une place prééminente dans un créneau particulier de l'art britannique ; une rétrospective sur ses 40 ans de carrière écrite en 1878 commençait ainsi : « Si l'Angleterre possédait, ce que la France possède à Versailles, une galerie presque expressément consacrée à un témoignage pictural de ses exploits militaires, l'artiste dont les œuvres trouveraient la place la plus importante dans une telle collection serait assurément M. T. Jones Barker, qui est certainement le Horace Vernet de l'Angleterre… Nous ne pouvons guère faire un plus grand compliment à M. Baker… il reste le maître du champ de bataille parmi les artistes anglais. » 

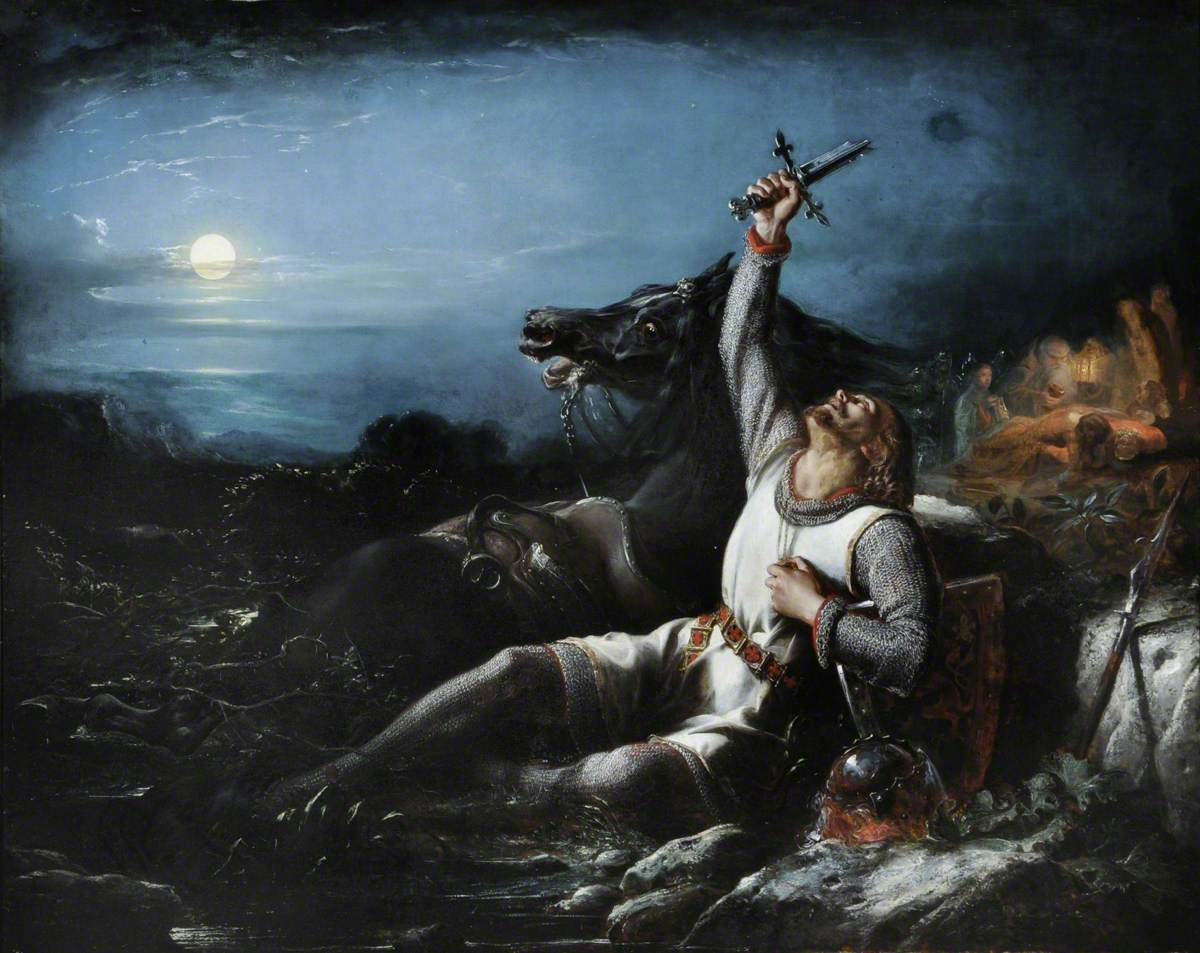
Le Chevalier fidèle, sd, Musées Sheffield
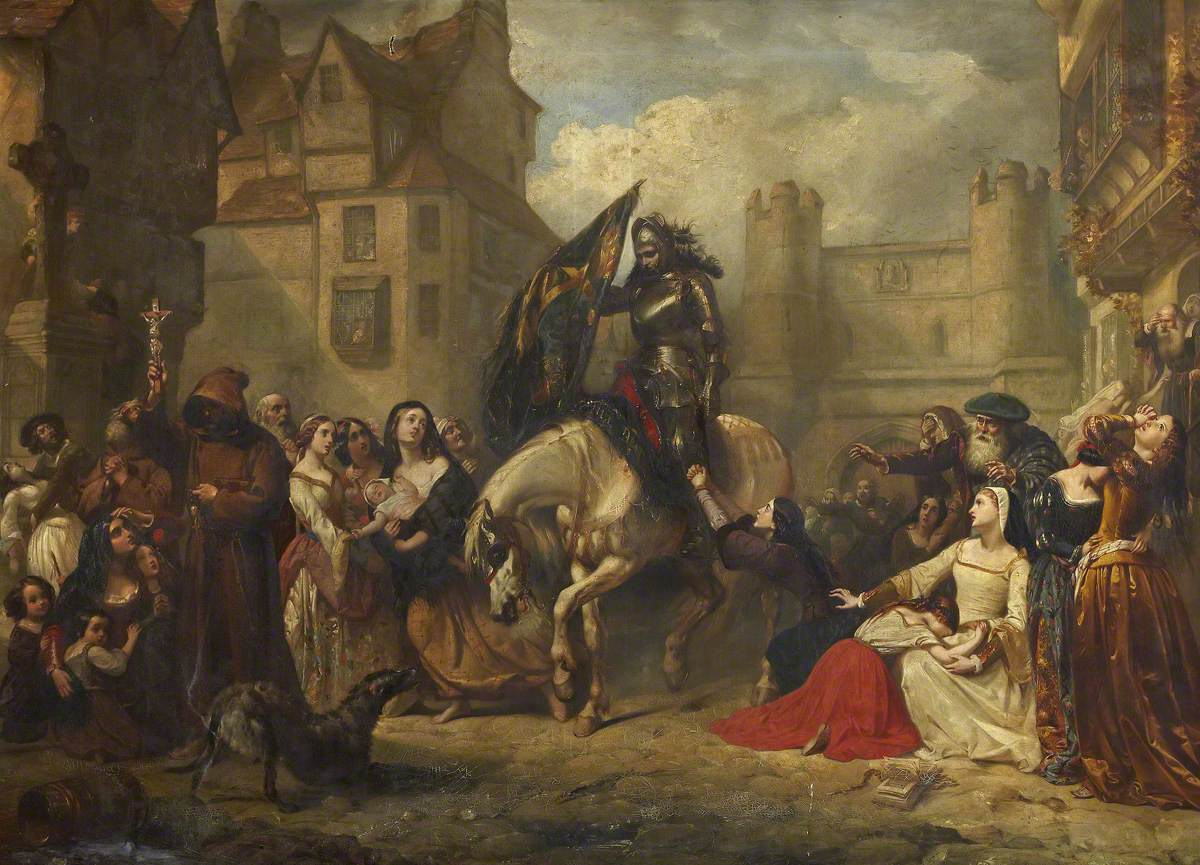
Nouvelles de la bataille : Édimbourg après Flodden, vers 1850, St Andrews Museum, Fife
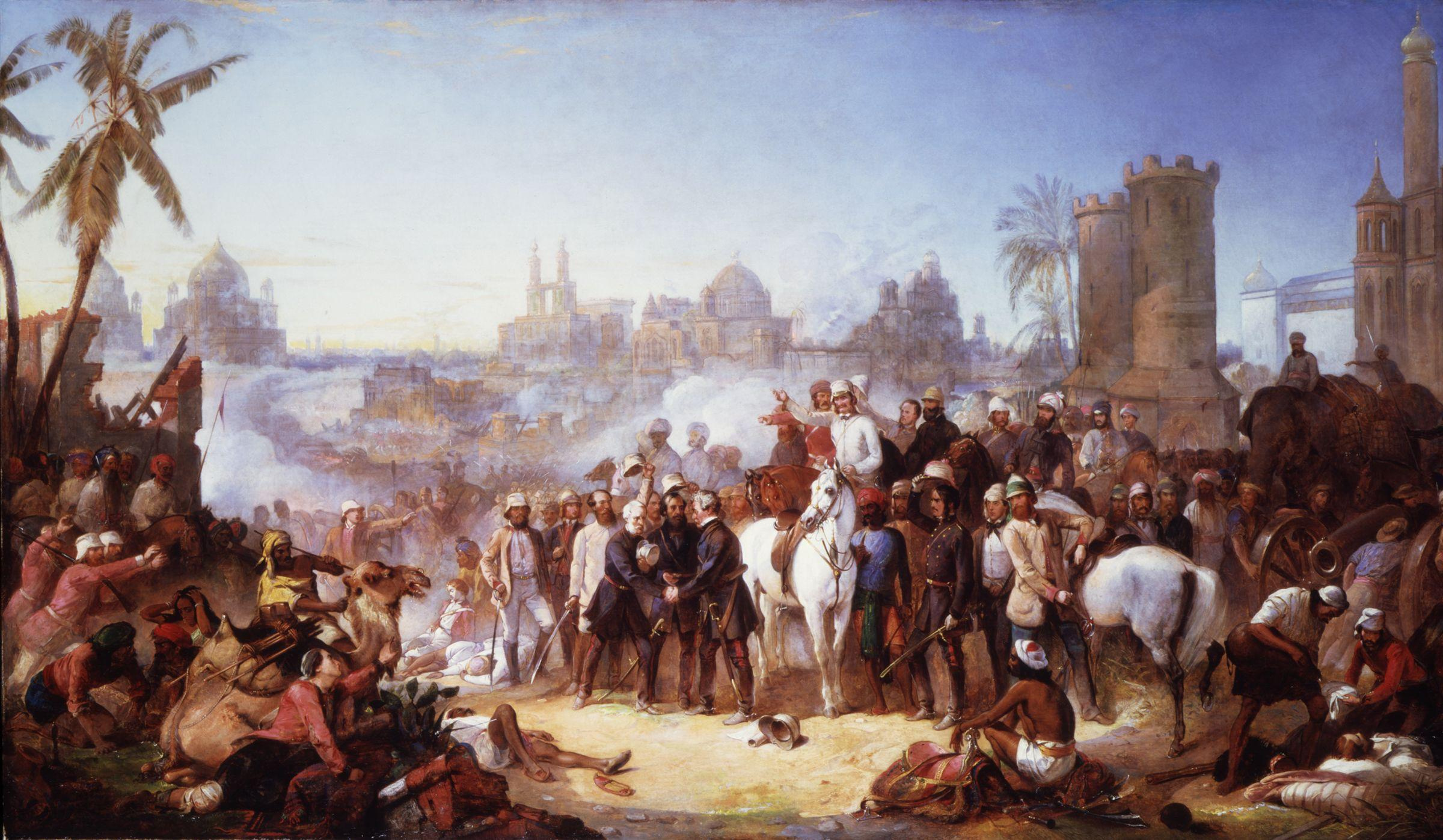
Le soulagement de Lucknow, 1857, 1859, National Portrait Gallery, Londres
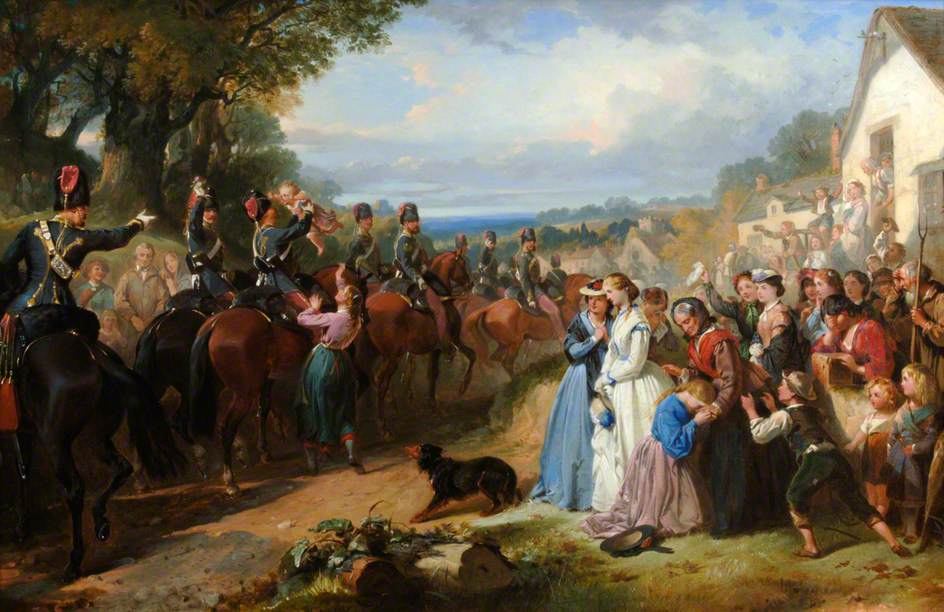
Départ d'une troupe du 11e régiment de hussards pour l'Inde, alias Les filles que nous avons laissées derrière nous, 1866, HorsePower : Le musée des hussards royaux du roi
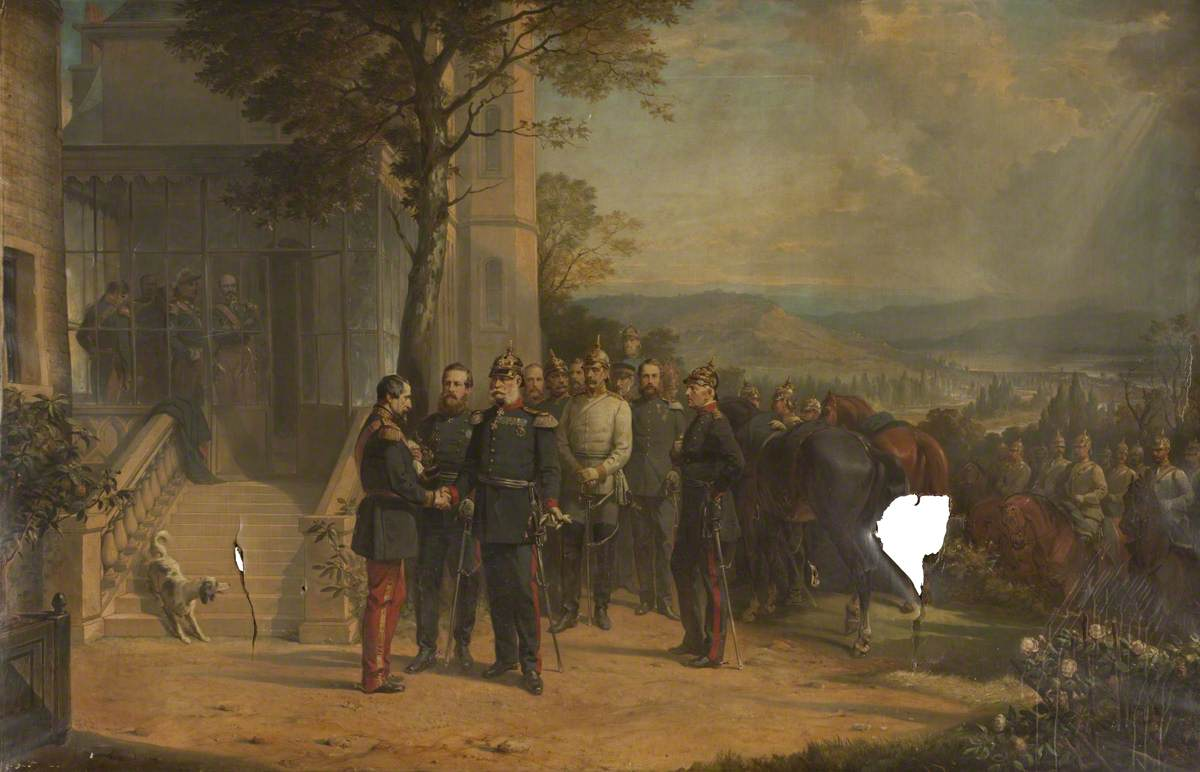
Reddition de Napoléon III à Sedan, 1870, Blackburn Museum and Art Gallery.
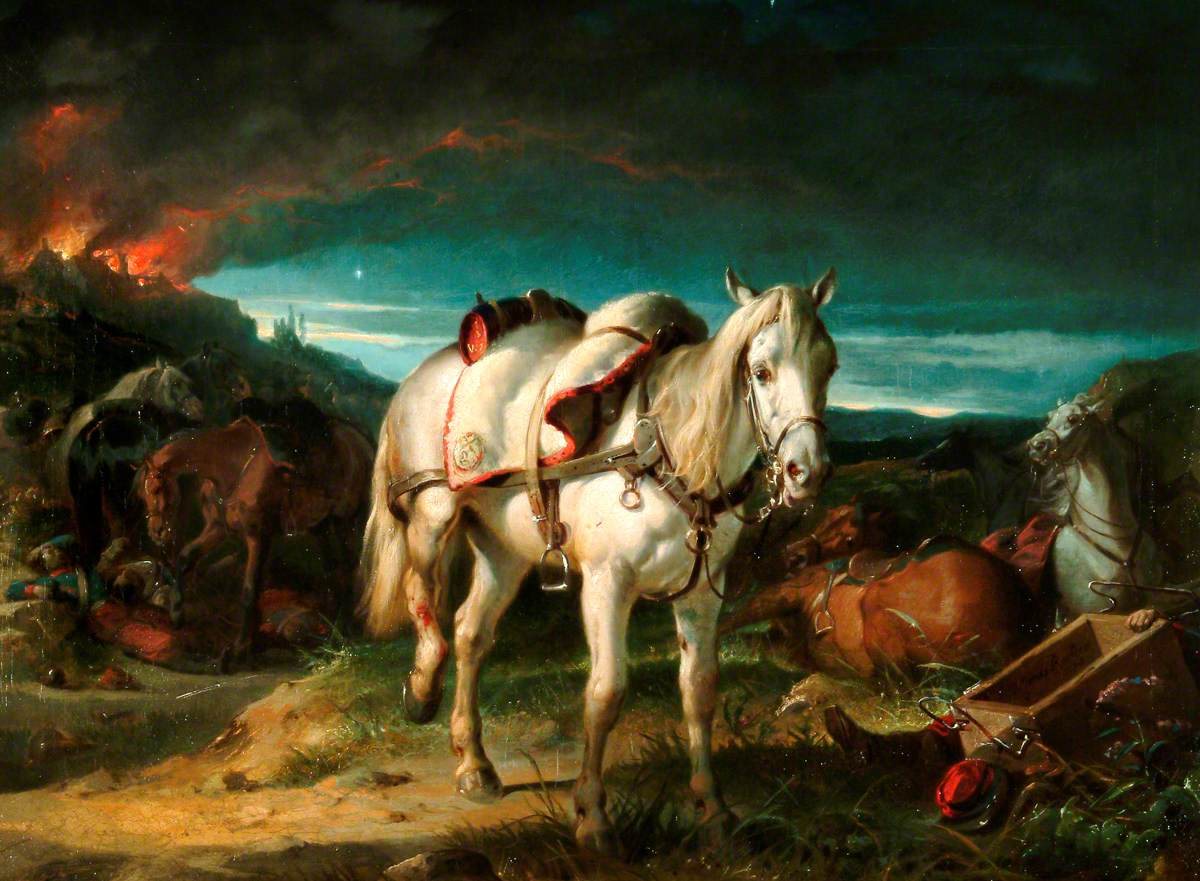
Cheval sans cavalier après la bataille de Sedan, vers 1870, Southampton City Art Gallery
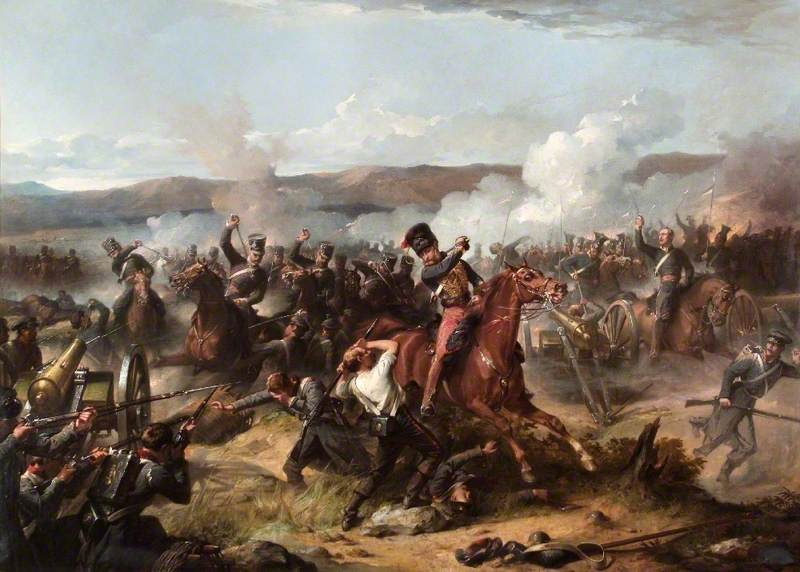
La charge de la brigade légère, 1877, Académie de défense du Royaume-Uni, Shrivenham

Tout au long de sa carrière en Angleterre, Barker a peint des portraits. Parmi eux figuraient des personnalités telles que Disraeli et Garibaldi, mais aussi des personnages moins prestigieux, à condition qu'ils puissent payer ses honoraires. Barker s'est également spécialisé dans les rassemblements panoramiques historiques ou imaginaires mettant en vedette des dizaines de fonctionnaires et de célébrités reconnaissables, comme la Spa Promenade de 1871.

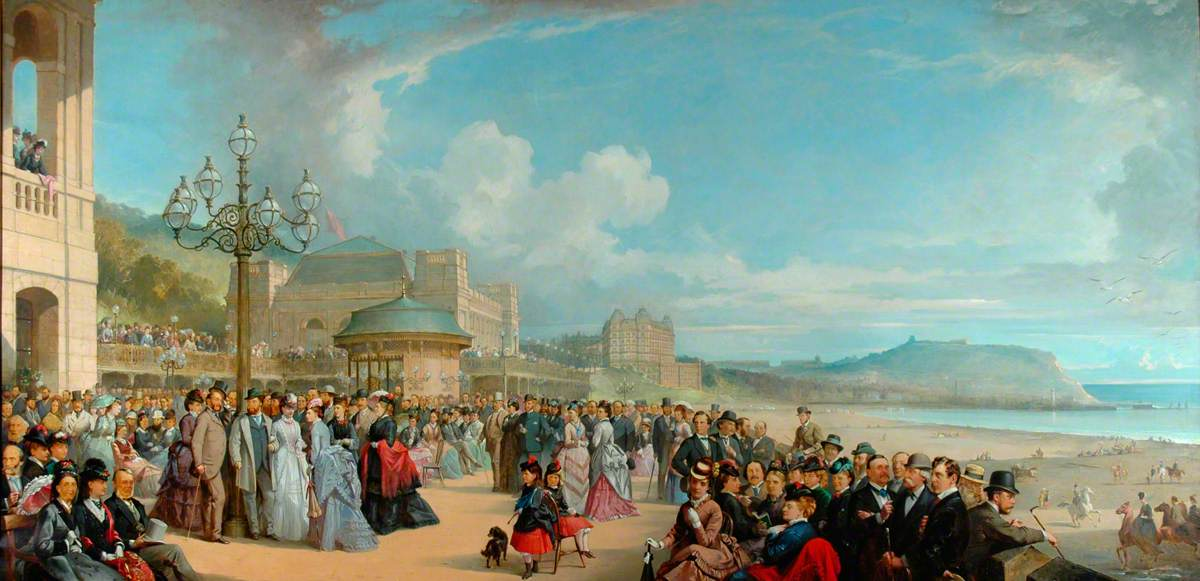
La promenade du spa, 1871, Hôtel de ville de Scarborough

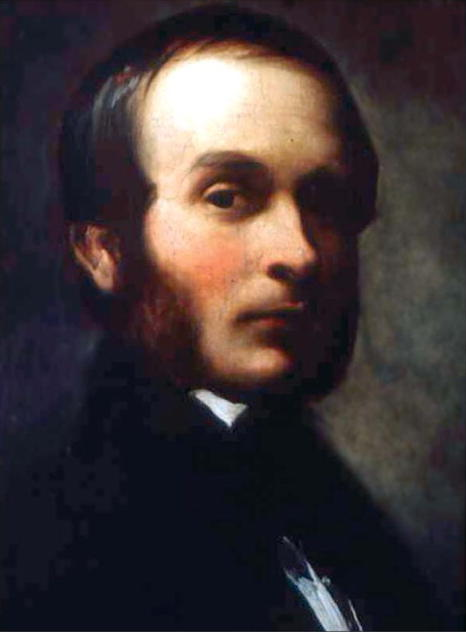
Portrait du Dr John Snow (détail), 1847, collection privée
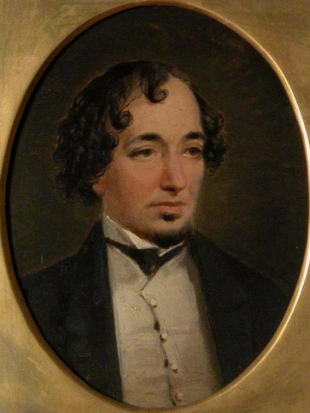
Portrait de Benjamin Disraeli, 1862, Manoir Hughenden
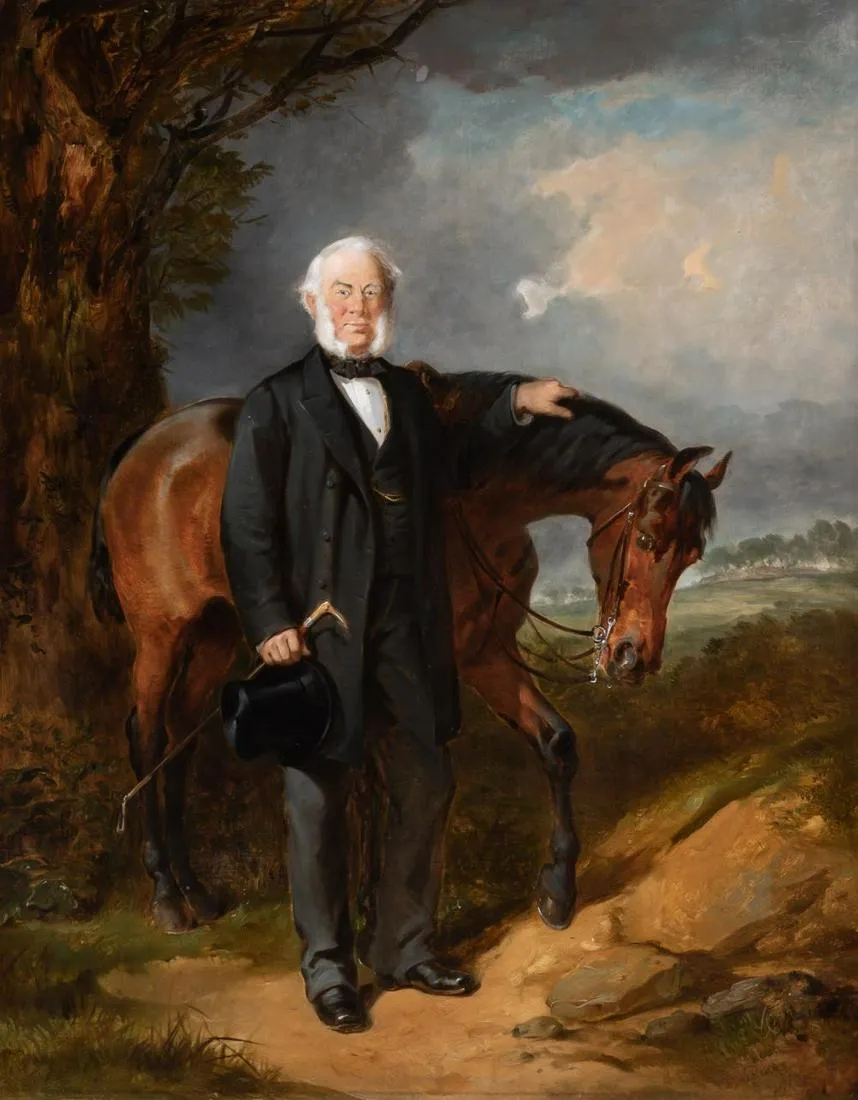
Portrait d'un gentilhomme et de son cheval, années 1870, collection privée
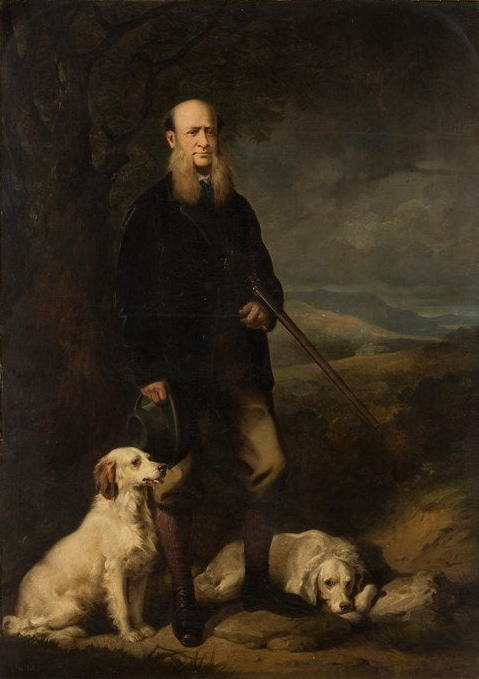
Portrait d'un chasseur avec chiens, 1873, collection privée
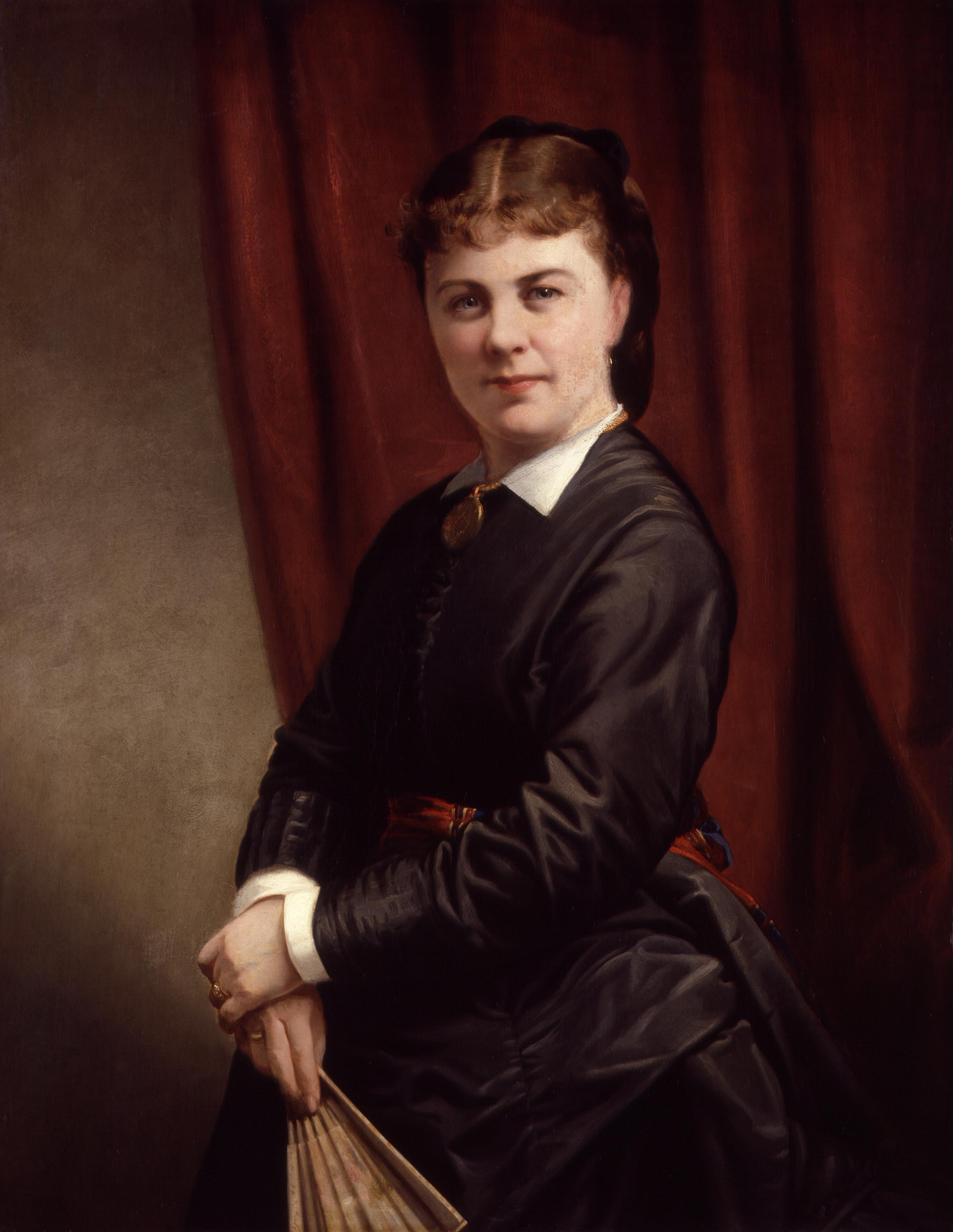
Marie Effie (née Wilton), Lady Bancroft, vers 1870-1882, National Portrait Gallery, Londres
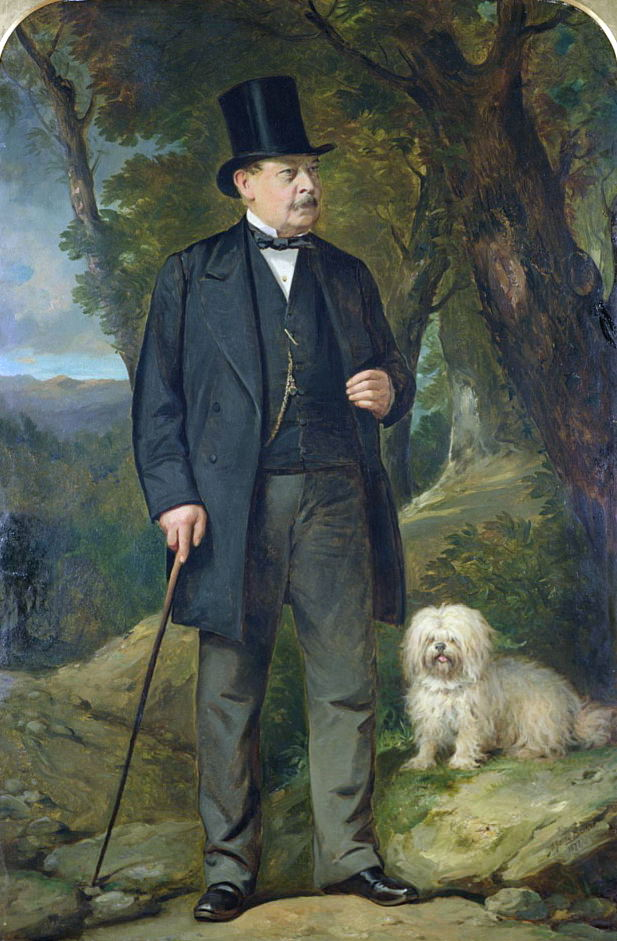
Portrait de John Newton Mappin (1800–1884) 1877, Musées de Sheffield
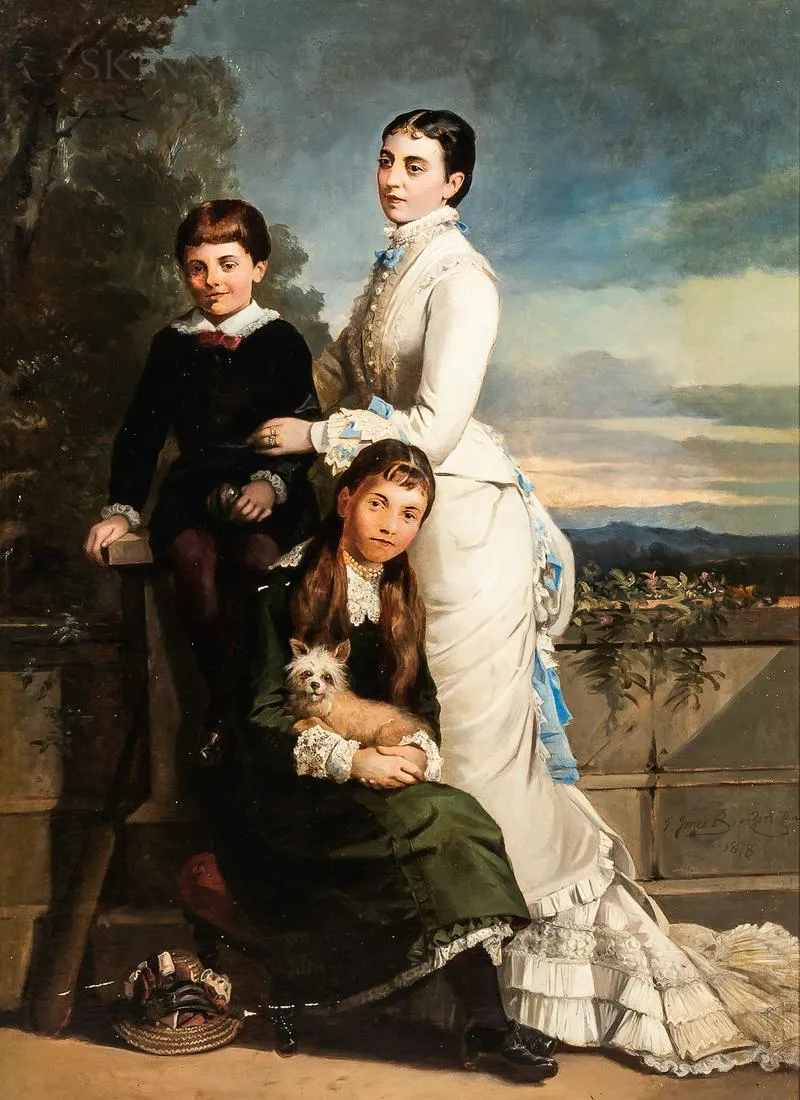
Portrait d'une femme, de deux enfants et d'un terrier, 1878, collection privée

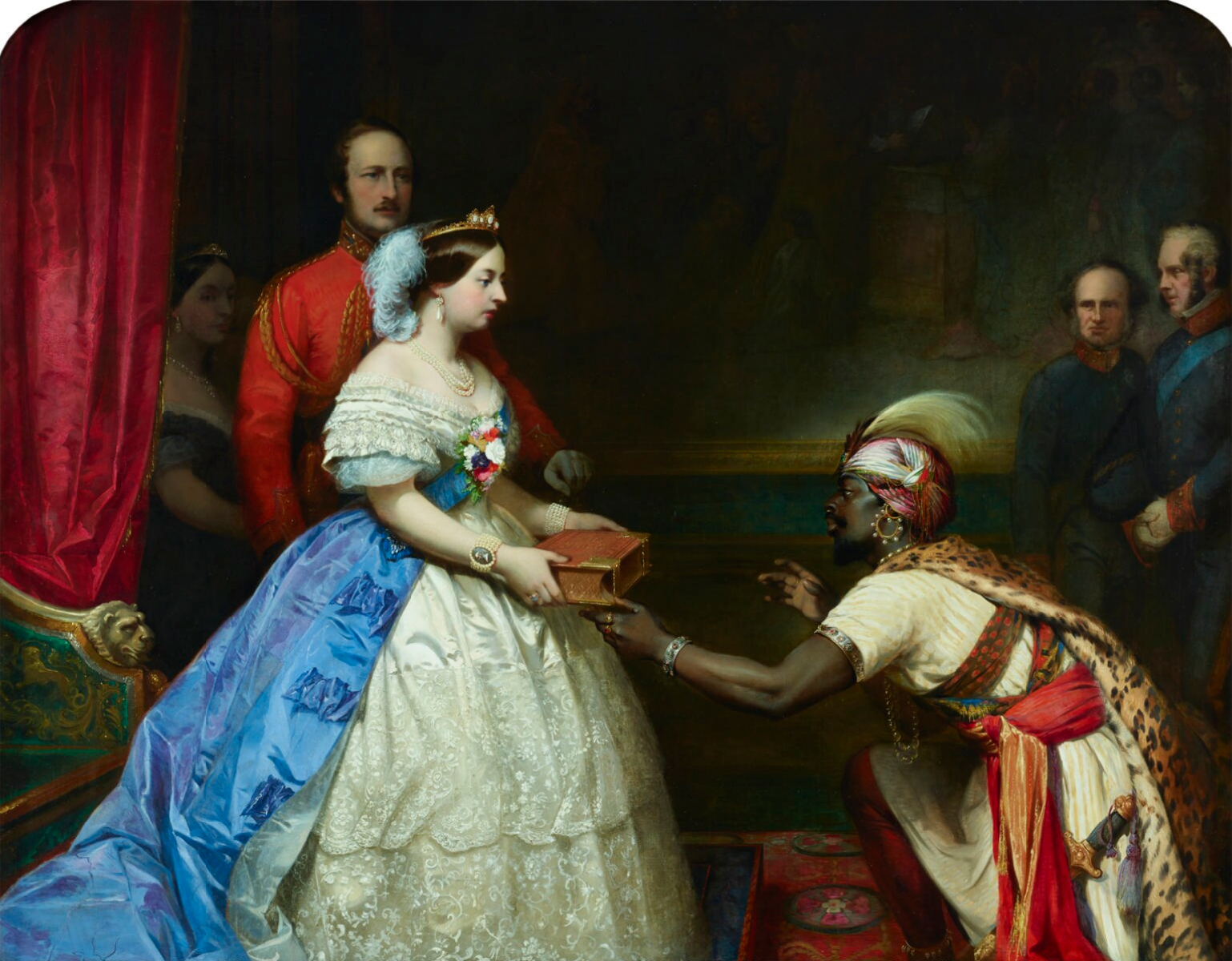
Le secret de la grandeur de l'Angleterre, vers 1862-1863, National Portrait Gallery, Londres.

Peint vers 1862-1863, Le secret de la grandeur de l'Angleterre « a fait le tour du nord de l'Angleterre et de l'Ulster… Bien que populaire à l'époque, il a été par la suite pratiquement oublié. Après son achat par la National Portrait Gallery en 1974, il est devenu une icône du victorien de la fin du XXe siècle, souvent reproduit dans les livres, et le tableau le plus connu de Barker. » 
Le tableau a suscité un nouvel intérêt populaire et universitaire lorsqu'il a été présenté en 2005 et 2006 dans le cadre de l'exposition Black Victorians: Black People in British Art, 1800–1900 à la Manchester Art Gallery et au Birmingham Museum and Art Gallery. Dans le catalogue de l'exposition et dans le livre d'accompagnement, un essai de Jan Marsh, « Icône de l'âge : « Afrique », Victoria et le secret de la grandeur de l'Angleterre », examine en détail le tableau et incite d'autres historiens de l'art et spécialistes des sciences sociales à faire de même. C'est devenu l'œuvre de peinture la plus discutée, déconstruite et controversée de Barker.

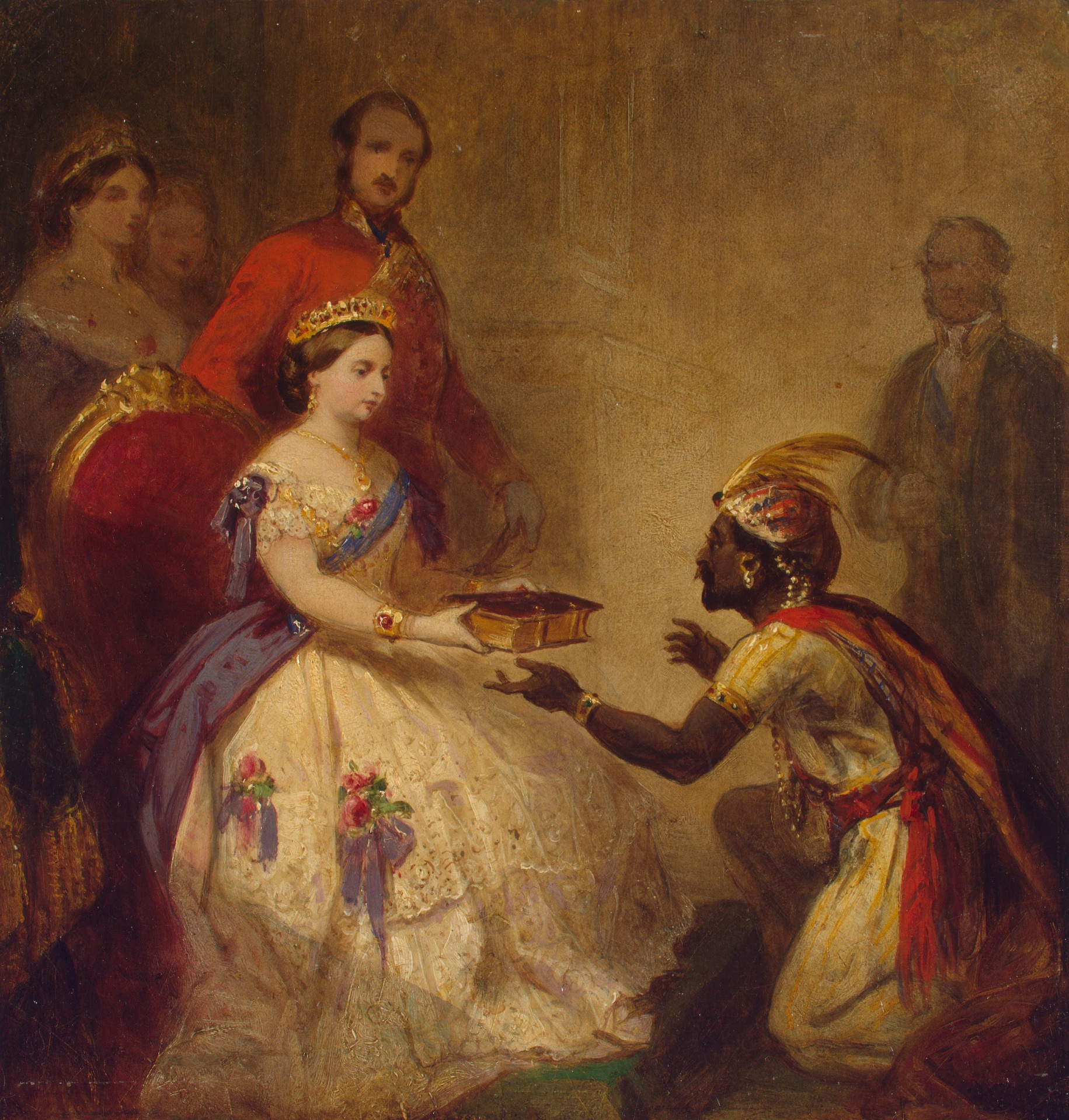
Étude à l'huile sur carton pour Le secret de la grandeur de l'Angleterre, vers 1861, L'Ermitage.

Lynda Nead a écrit dans le Journal of Victorian Culture : « L'image et son titre sont tous deux catégoriques et sans ambiguïté… s'il restait des traces d'incertitude, il y a cependant un sous-titre : La reine Victoria présentant une Bible dans la salle d'audience à Windsor … bien que le sujet représenté puisse être lié à diverses visites coloniales pendant le règne de Victoria, il est peu probable que l'événement spécifique qui est représenté ait jamais eu lieu. Il s'agit d'une « anecdote apocryphe »… »  Barker a peut-être été inspiré par une image apparue en 1859 sur la première page du British Workman, dans un article qui prétendait raconter la visite d'un ambassadeur africain envoyé par son monarque pour découvrir le secret de la grandeur de l'Angleterre. Victoria « n'a pas montré à l'ambassadeur ses diamants, ses bijoux et ses riches ornements, mais en lui remettant un exemplaire magnifiquement relié de la Bible, elle lui aurait dit : « Dites au prince que ceci est le secret de la grandeur de l'Angleterre. » 
Sur le plan formel, « la disposition des deux protagonistes dans le tableau rappelle un certain nombre de précédents visuels iconiques tels que la visite des Rois Mages à la Vierge et à l'Enfant, tandis que la figure noire agenouillée rappelle la représentation abolitionniste typique de l'esclave libéré… Tout dans le tableau converge vers le point où les mains blanches et les mains noires se rencontrent presque, mais jamais, ne doivent jamais se rencontrer, sur le transfert de la Bible. » 
Le tableau a suscité davantage de discussions lorsqu'il a été inclus en bonne place dans l'exposition Artist and Empire: Facing Britain's Imperial Past à la Tate Britain en 2015 et 2016.
Un ensemble de figurines basé sur l'image a été produit par la société de jouets Royal Express.

## La mort

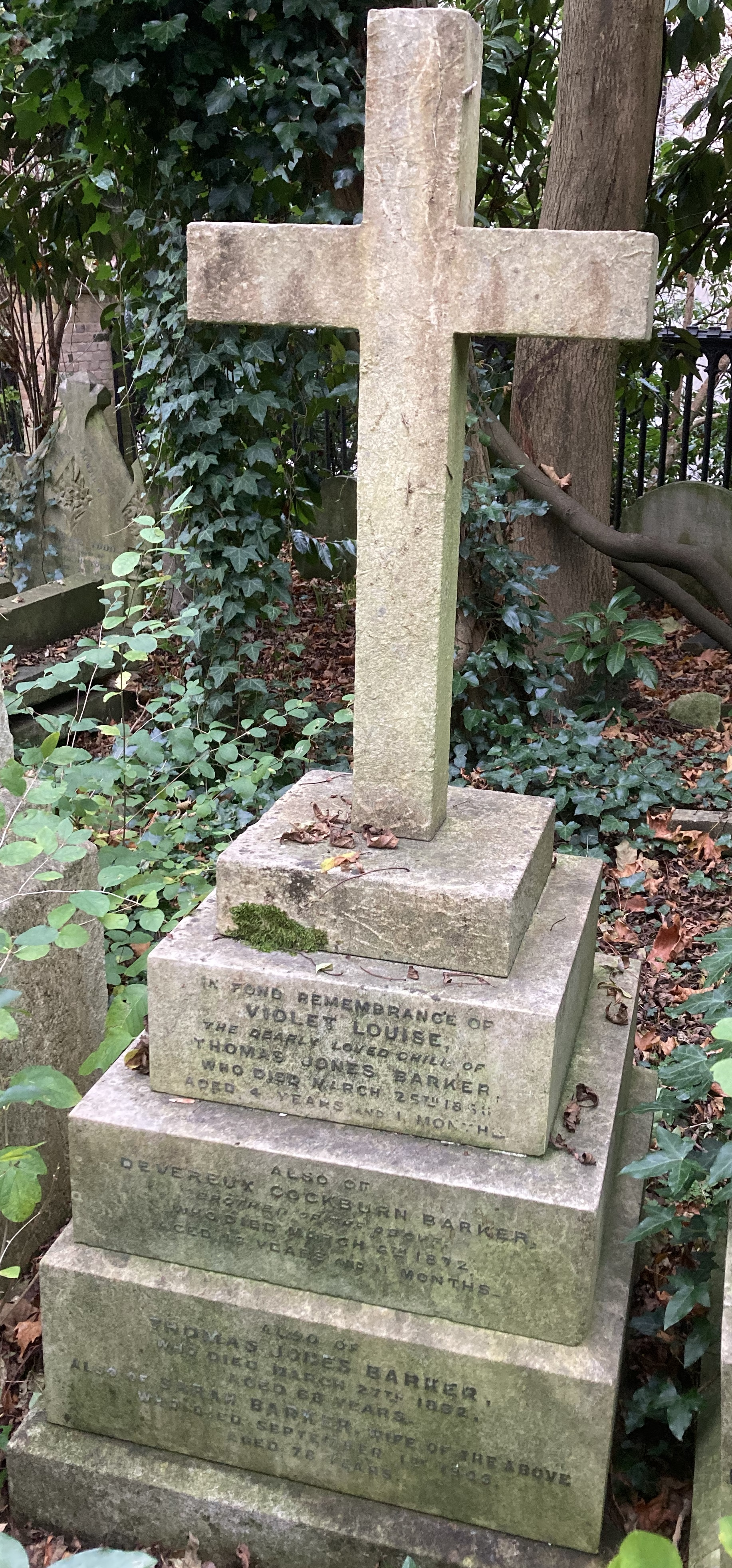
Tombe familiale de Thomas Jones Barker au cimetière de Highgate (côté ouest)

Barker est décédé à son domicile de Hampstead, 32 Steeles Road, le 27 mars 1882 à l'âge de 68 ans, et a été enterré dans une tombe familiale sur le côté ouest du cimetière de Highgate (parcelle n° 15902).

## Aux enchères

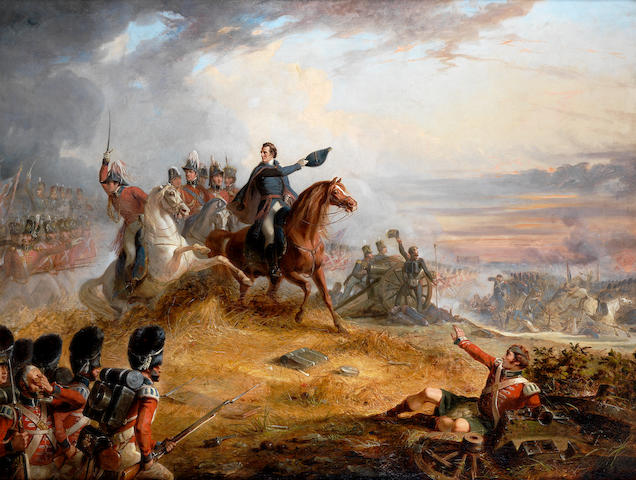
La bataille de Waterloo, sans date, collection privée.

Un record d'enchères pour un tableau de Barker a été établi en 2015, lorsque la Bataille de Waterloo de Barker a été vendue pour 50 000 £ chez Bonham's à Londres. Le catalogue de Bonhams réitère la primauté de Barker en tant que peintre de l'histoire militaire :
Au centre de la composition de Barker, Wellington est immédiatement identifiable, donnant son célèbre ordre d'un geste autoritaire de sa cocarde tandis que Maitland, représenté à la gauche du duc, fait écho à l'ordre d'un coup d'épée vers le haut. C'est une scène dramatique qui capture le tourbillon tourbillonnant de la bataille tout en décrivant avec une clarté absolue le moment où l'ordre décisif a été donné, l'artiste offrant au spectateur l'opportunité d'être témoin de ce moment important de première main. Waterloo est une bataille restée dans la mémoire populaire pour un certain nombre de moments marquants – la charge de la brigade de l’Union, la défense d’Hougoumont et les attaques répétées de la cavalerie française – qui ont tous été célébrés dans des tableaux célèbres d’importance nationale. L'œuvre monumentale de Barker peut être considérée comme appartenant à la même catégorie et constitue certainement la représentation artistique la plus significative de l'un des moments les plus marquants de Waterloo.

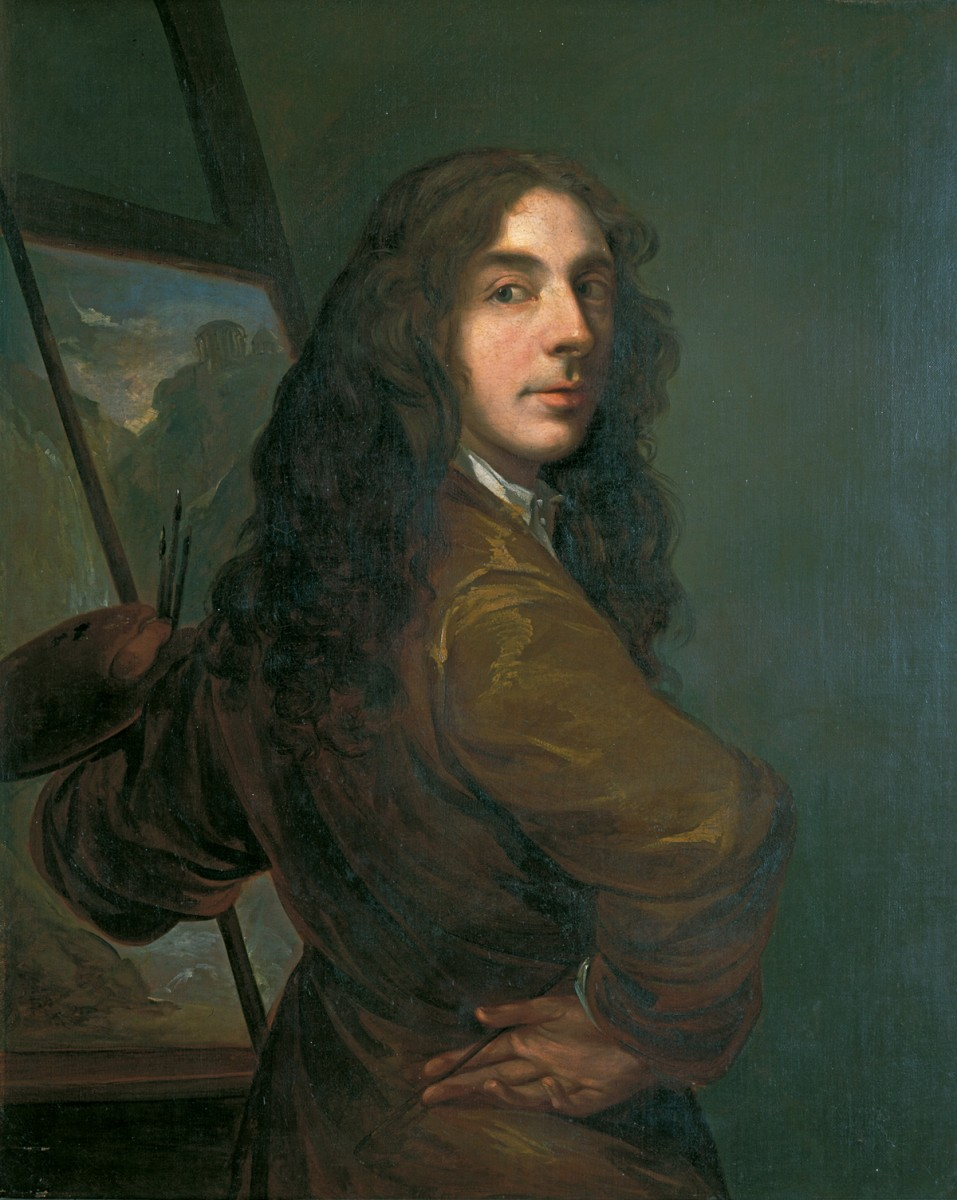
Thomas Barker (père de Thomas Jones Barker), Autoportrait, vers 1794, Holburne Museum
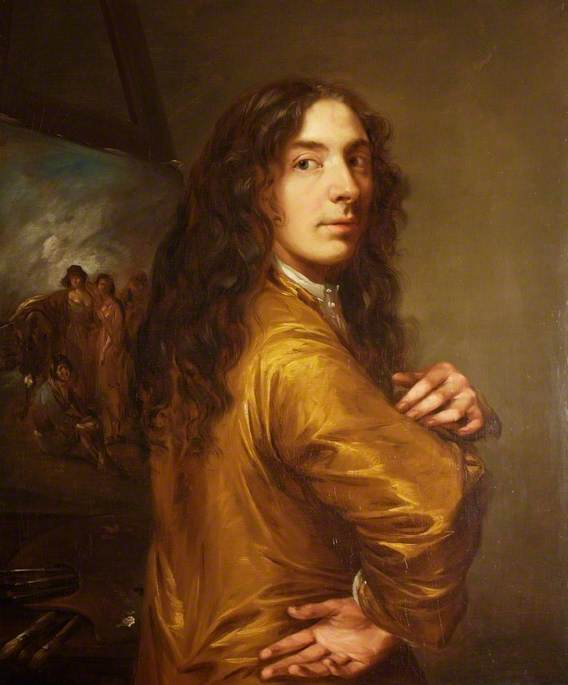
Thomas Barker, Autoportrait, vers 1796, n° 1 Royal Crescent, Bath
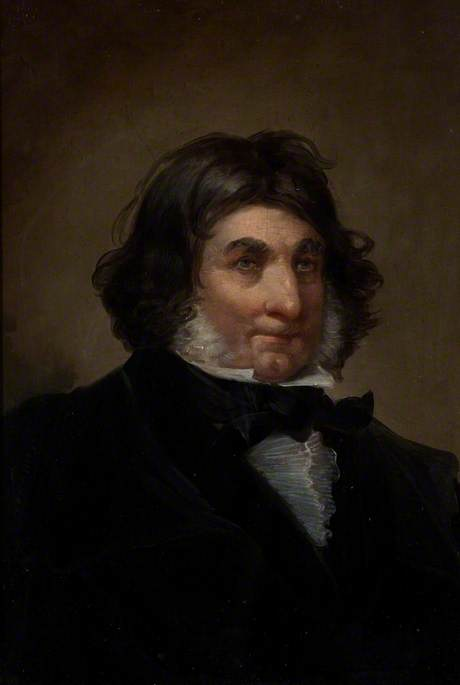
Thomas Barker, Autoportrait, s.d., Victoria Art Gallery
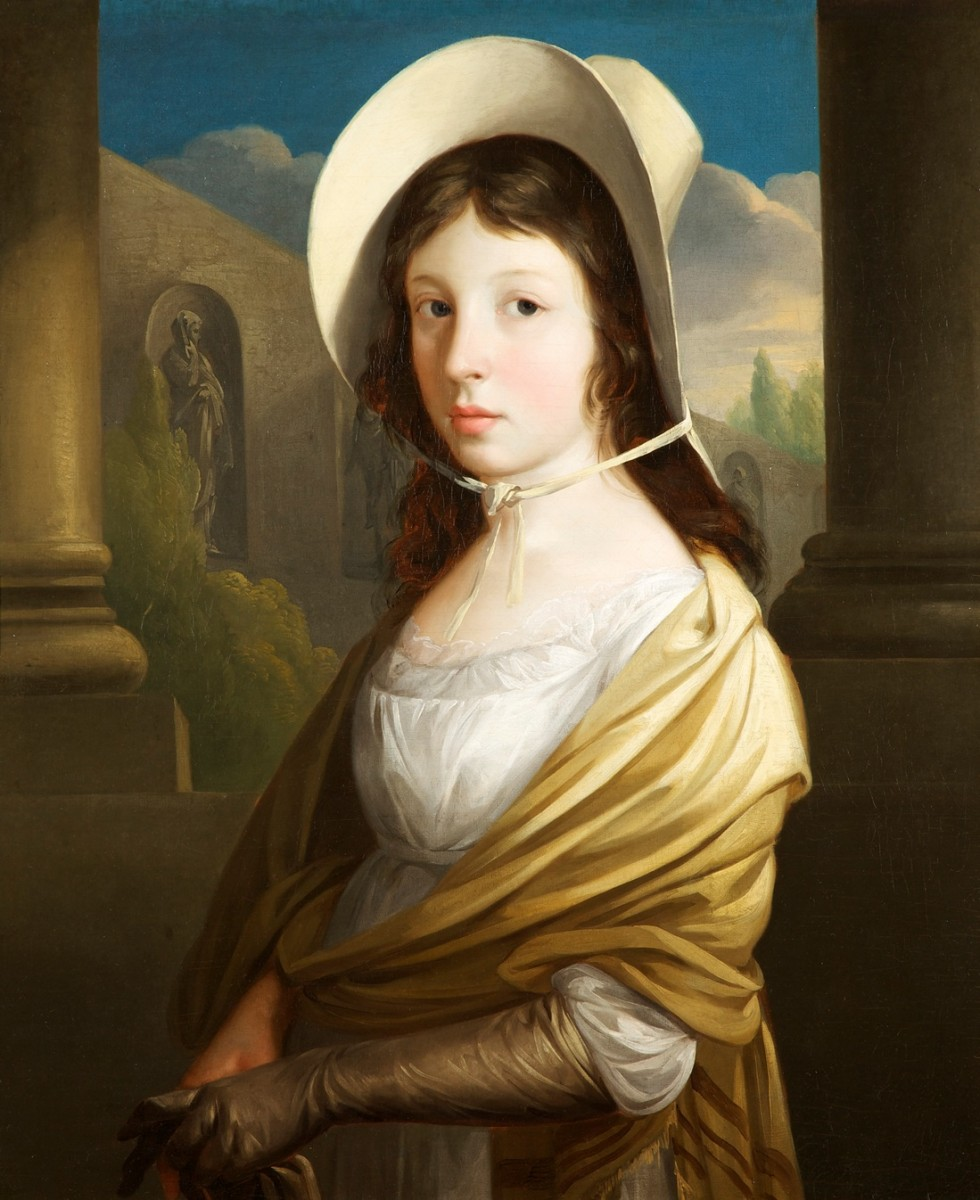
Thomas Barker, Portrait de Priscilla Jones (plus tard sa femme et la mère de Thomas Jones Barker), vers 1802, Holburne Museum
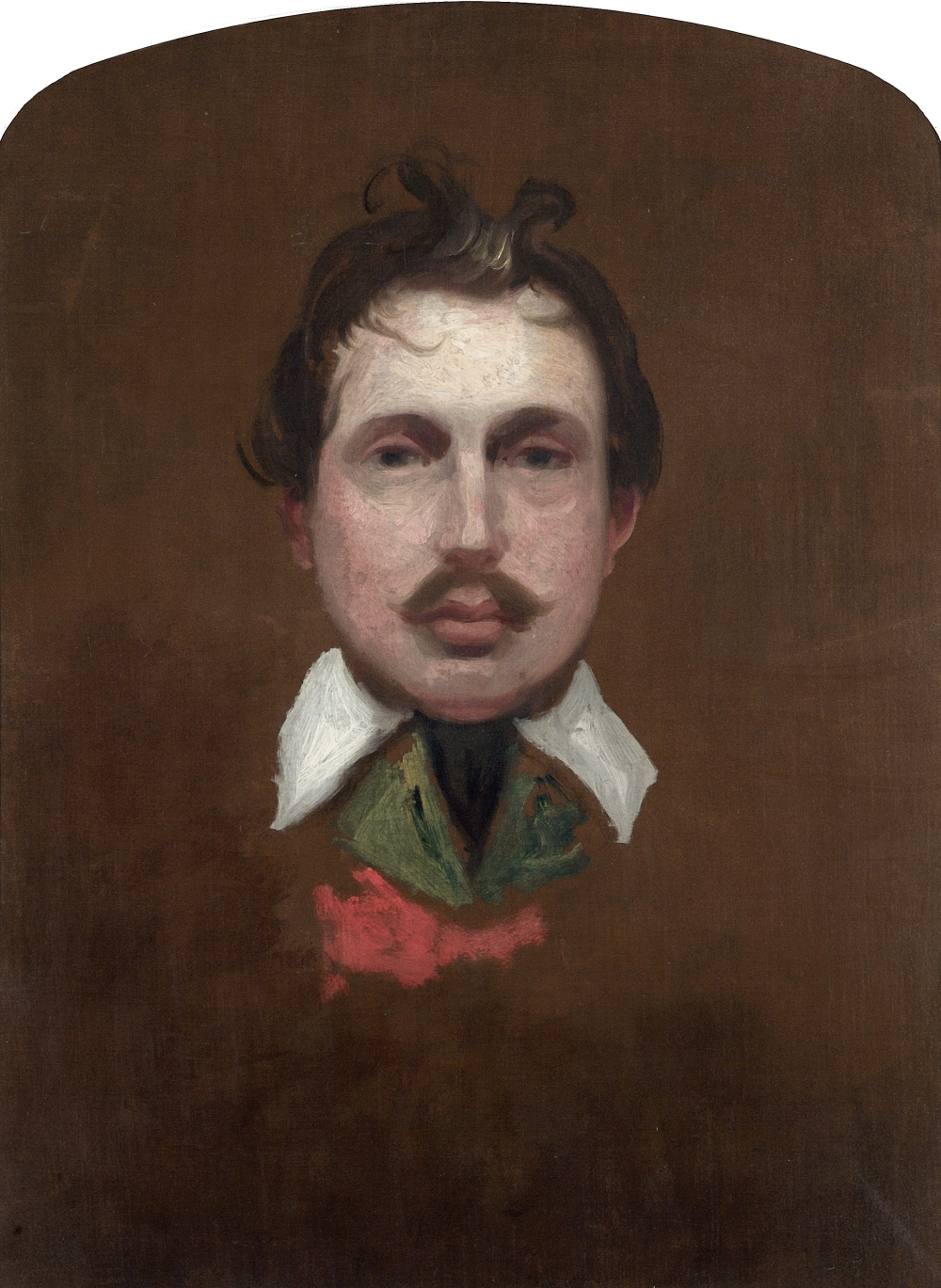
Benjamin Barker Jr. (oncle de Thomas Jones Barker), Autoportrait, s.d., Victoria Art Gallery
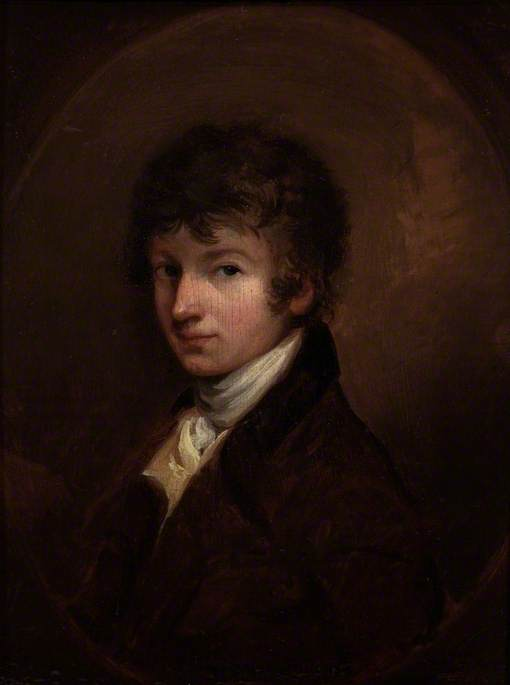
Benjamin Barker, Jr., Portrait de Joseph Barker (tous deux étaient oncles de Thomas Jones Barker), vers 1800, Victoria Art Gallery
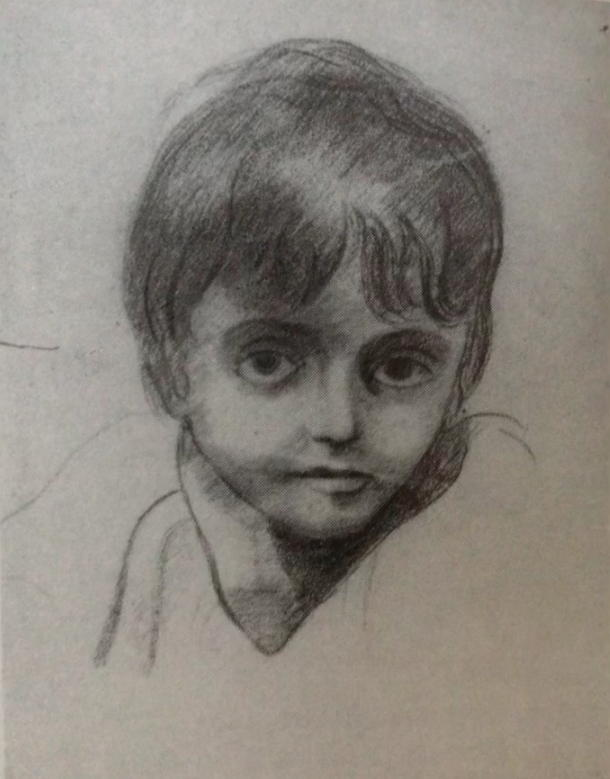
Thomas Barker, portrait de son fils Thomas Jones Barker, vers 1820, Victoria Art Gallery
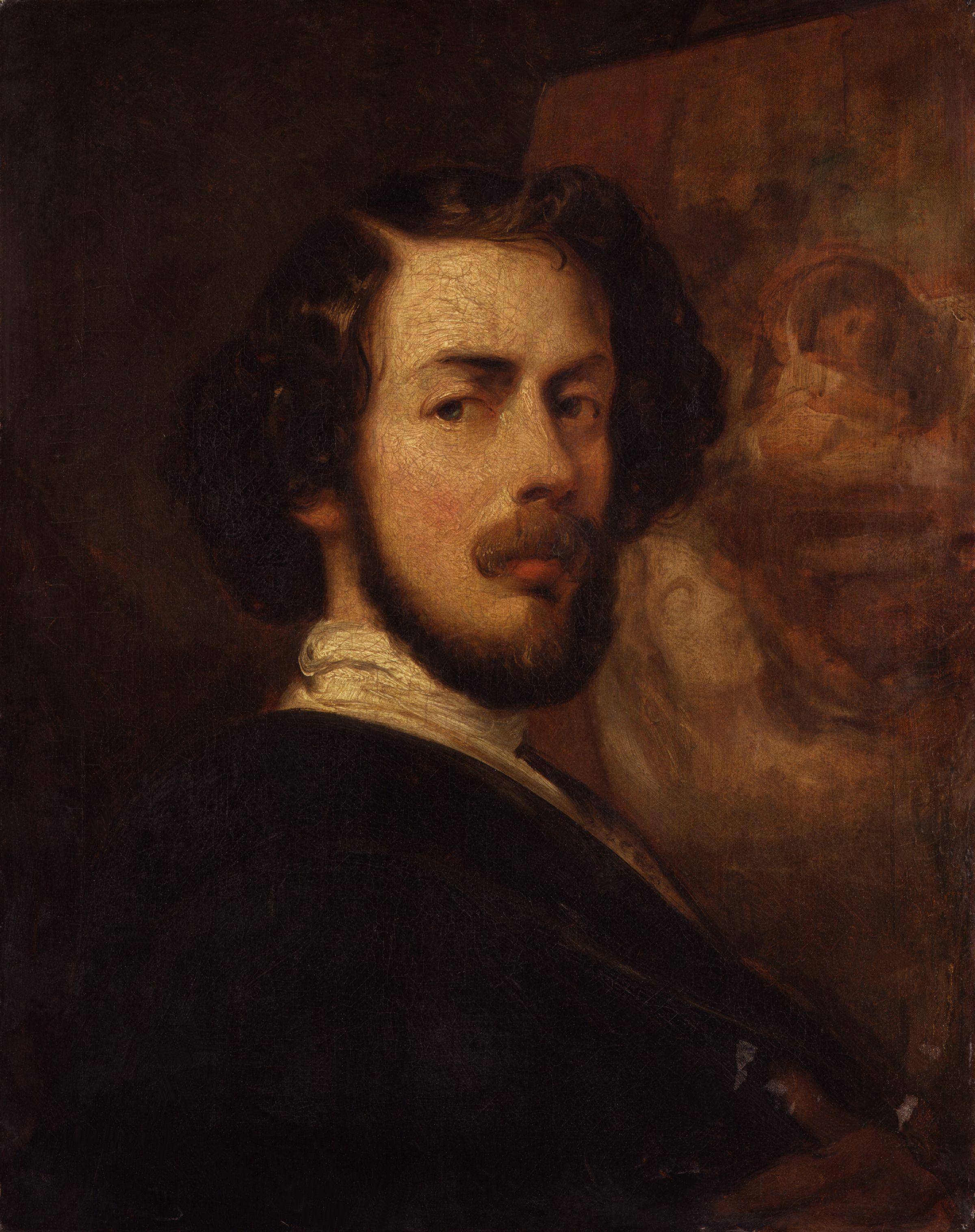
Thomas Jones Barker, Autoportrait, 1848, National Portrait Gallery, Londres
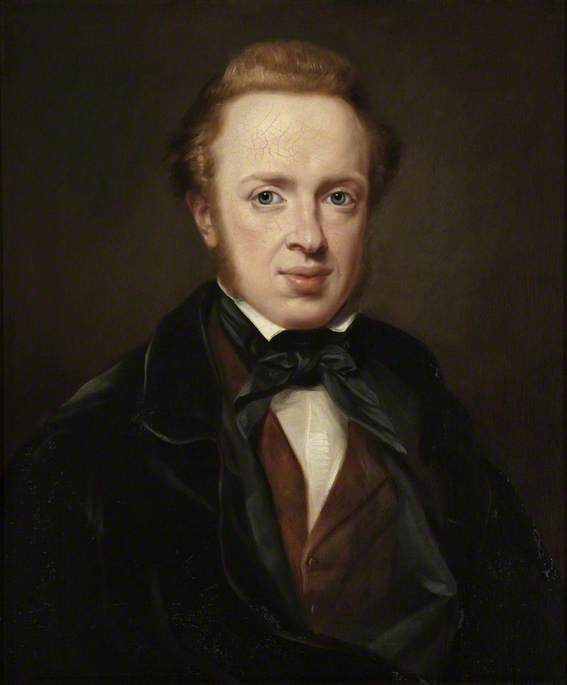
Thomas Jones Barker, Autoportrait, s.d., Victoria Art Gallery